# Kríže
 Kríže' (in ungherese Kiskereszt, in tedesco Heiligenkreuz bei Bartfeld, in ruteno Križy) è un comune della Slovacchia facente parte del distretto di Bardejov, nella regione di Prešov.

## Storia
Il villaggio viene citato per la prima volta nel XVI secolo. Nel 1635 entrò a far parte dei possedimenti del conte Zsigmund Forgách.